# Polydesmus mastophorus
Polydesmus mastophorus är en mångfotingart som beskrevs av Carl Eduard Adolph Gerstäcker 1873. Polydesmus mastophorus ingår i släktet Polydesmus och familjen plattdubbelfotingar. Inga underarter finns listade i Catalogue of Life.